# Collin (Milmersdorf)

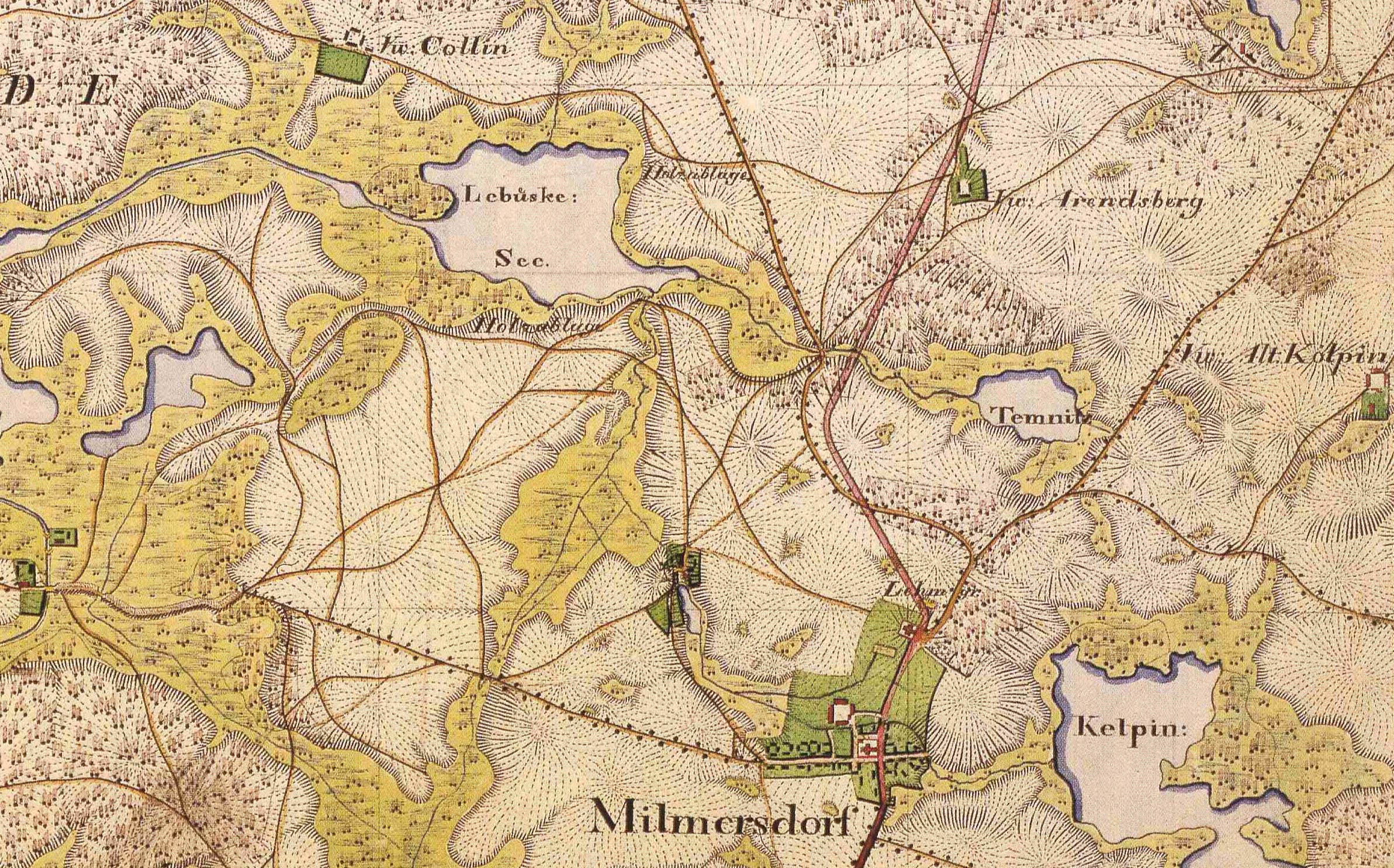
Milmersdorf mit Vorwerken Ahrensberg, Alt Kölpin und Collin, Milmersdorfer Mühle und Ahrensnest (ohne Namen, linker Rand), Ausschnitt aus dem Urmesstischblatt 2847 Templin von 1825

Collin (auch Kollin, Kolin oder Cöllinchen) war ein Wohnplatz in der Gemeinde Milmersdorf (Landkreis Uckermark, Brandenburg). im Landkreis Uckermark (Brandenburg). Collin wurde um/vor 1775 als Vorwerk des Rittergutes Milmersdorf aufgebaut und nach 1929 abgebrochen.

## Lage
Das Vorwerk Collin lag rund 2,5 Kilometer nordwestlich vom Ortskern von Milmersdorf, rund 8,5 km ostnordöstlich von der Altstadt von Templin und rund 2,8 km südlich von Petznick auf etwa 60 m ü. NHN an einem Weg von Milmersdorf nach Petznick bzw. einer Abzweigung von diesem Weg nach Kreuzkrug.

## Geschichte
1713 wurde vom Rittergut Milmersdorf auf der wüsten Feldmark Lebüske das Vorwerk Lebüske angelegt. 1775 ist erstmals das Vorwerk Collin erwähnt, das auf der wüsten Feldmark lag. Es wäre denkbar, dass Collin mit dem Vorwerk Lebüske identisch ist und nur umbenannt wurde, denn später ist das Vorwerk Lebüske nicht mehr erwähnt. Möglich ist jedoch auch, dass das Vorwerk Lebüske verfiel und das Vorwerk Collin an etwas anderer, verkehrstechnisch günstigerer Stelle neu aufgebaut wurde.
1775 gründete der Königlich-Preußische Hauptmann a. D. Joachim Rudolph von Arnim (1725–1781) Collin als Vorwerk des Rittergutes Milmersdorf. Er war Prälat in Kolberg (heute Kołobrzeg in der polnischen Woiwodschaft Westpommern) und Ritter des Ordens Pour le Mérite. Ihm war durch den Tod seines Bruders Carl Christoph (1716–1757), der zwar zwei Töchter, aber keine Söhne hatte, ab 1760 (Vergleich: 1762) das Gut Milmersdorf zugefallen. Seinen älteren Bruder Friedrich Erdmann (1720–1790) fand er mit 24.000 Talern ab. Das Vorwerk Collin ist benannt nach der Schlacht von Kolin, in der Joachim Rudolph von Arnim schwer verwundet wurde. Joachim Rudolph legte auch die Vorwerke Ahrensberg und Hahnwerder an. In Milmersdorf ließ er das Gutshaus neu erbauen oder ließ das alte Gutshaus umbauen.
Nach dem Tod des unverheirateten Joachim Rudolph von Arnim am 4. Juni 1781 wurde sein einziger noch lebender Bruder Friedrich Erdmann (1720–1790) sein Lehnserbe. Das Privatvermögen (Allodium) des Joachim Rudolph erbten die beiden Töchter seines Bruders Carl Christoph, Friederike Wilhelmine Elisabeth Amalia (1752–1784), die mit Anton Adam Gotthold von Grape in Pommern verheiratet war, sowie Caroline Joachime (?-nach 1783), die mit einem Herrn von Quickmann in Stargard verheiratet war.
Friedrich Erdmann von Arnim starb am 22. September 1790 in Milmersdorf. Erbe von Milmersdorf mit seinem Zubehör und damit auch Collin war dessen Sohn August Abraham (1753–1809). Nach dessen frühem Tod erbten seine beiden Söhne Heinrich Hermann (1802–1875) und Friedrich Wilhelm August (1805–1882), die beim Tod des Vaters noch minderjährig waren, Milmersdorf mit seinem Zubehör, darunter auch Collin. Das Gut Milmersdorf war zu diesem Zeitpunkt verpachtet. Um 1830 übernahm Heinrich Hermann die Bewirtschaftung des Gutes wieder selbst in die Hand. Heinrich Hermann war preußischer Leutnant und Kreisdeputierter. 1837 werden aber Heinrich Hermann und Friedrich Wilhelm August noch als gemeinsame Besitzer von Milmersdorf genannt. Später muss er seinen Bruder abgefunden haben. Um 1860 konnte Heinrich Hermann noch Groß Sperrenwalde erwerben. 1860 standen in Collin drei Wohnhäuser und fünf Wirtschaftsgebäude. Collin hatte damals 28 Einwohner. 1871 bestand das Vorwerk Collin nur noch aus einem Wohnhaus mit neun Bewohnern. Heinrich Hermann starb am 3. Mai 1875 in Milmersdorf. Ihm folgte sein Sohn Hermann Richard (1833–1898) nach.
Hermann Richard von Arnim studierte Jura und Kameralwissenschaften und wurde 1854 Leutnant in der preußischen Armee. Er verheiratete sich 1856 mit Wilhelmine Auguste Jacobine Therese Helene von Arnim adH. Suckow (1836–1910). Danach war er ab 1859 bei der Regierung in Potsdam tätig. 1873 wurde er zum Landrat des Kreises Templin gewählt. Außerdem war er Königlich-Preußischer Regierungsrat und Stiftshauptmann von Zehdenick. Nach seinem Tod verkaufte sein Sohn Hermann Richard August Dietrich (1859–1915) 1899 das Gut Milmersdorf mit Collin, Ahrensberg und Hahnwerder.
Für 1903 verzeichnet das Handbuch des Grundbesitzes im Deutschen Reiche Georg Iffland als neuen Besitzer des Rittergutes Milmersdorf und damit auch von Collin. Unter den industriellen Anlagen sind eine Kalkbrennerei und eine Ziegelei vermerkt, die beim Vorwerk Ahrensberg lagen. Verwalter war sein Bruder Kurt Iffland.
1913 kaufte der Rechtshistoriker und Teilhaber der Firma Franz Haniel & Co. Bruno Eichwede (1881–1936) das Gut Milmersdorf. Er promovierte 1907 an der Universität Heidelberg. Er ließ es von Kurt Engelmann verwalten. 1921 hieß der Administrator (Verwalter) nun Böckelmann In den 1920er Jahren wurden die zwei Vorwerke Ahrensberg und Collin aufgegeben. 1931 werden Ahrensberg und Collin bereits nicht mehr als Wohnplätze der Gemeinde Milmersdorf aufgeführt. In der Topographischen Karte 1:25.000 Blatt-Nr. 2847 Templin von 1932 sind an der Stelle der Vorwerke nur noch Schuppen verzeichnet. Bruno Eichwede starb 1936. Seine Frau bewirtschaftete das Gut weiter. 1945 wurde der Besitz enteignet. Wann schließlich die Gebäude der Vorwerke Ahrensberg und Collin abgerissen wurden, ließ sich bisher nicht ermitteln.
| Jahr      | 1774 | 1790 | 1801 | 1817 | 1835 | 1840 | 1858 | 1871 | 1895  | 1925 |
| Einwohner | 8    | 23   | 44   | 15   | 18   | 28   | 28   | 9    | k. A. | 3    |

## Kommunale Geschichte
Collin war immer nur Vorwerk des Ritterguts Milmersdorf. Es gehörte somit zum Gutsbezirk Milmersdorf. 1874 wurde der Gutsbezirk Milmersdorf mit Ahrensberg, Collin und Hahnwerder dem Amtsbezirk 9 Milmersdorf des Kreises Templin zugewiesen. Amtsvorsteher war Rittergutsbesitzer von Arnim auf Götschendorf, sein Stellvertreter Agent Pietscher in Milmersdorf. 1928 wurde der Gutsbezirk Milmersdorf mit dem Gemeindebezirk Milmersdorf zur Landgemeinde Milmersdorf vereinigt. Schon 1931 sind Ahrensberg und Collin nicht mehr als Wohnplätze der Gemeinde Milmersdorf aufgeführt.

## Anmerkung
1. ↑  Die hier verwendete Schreibweise folgt dem Historischen Ortslexikon.

Koordinaten: 53° 8′ 5,5″ N, 13° 37′ 35,8″ O